# خوزه پاچینی
خوزه پاچینی (انگلیسی: José Pacini؛ زادهٔ ۸ ژوئن ۱۹۷۶) بازیکن فوتبال اهل آرژانتین است.